# H.C. Andersens litteraturpris
H.C. Andersens litteraturpris är ett danskt litteraturpris, instiftat 2010. Priset delas ut i Odense, och har initierats av den privata H. C. Andersen Litteraturpriskomité. Priset består av 500.000 danska kronor och en bronsskulptur av den fula ankungen, utförd av bildhuggaren Stine Ring Hansen.

## Bakgrund
Priset är ett samarbete mellan Odense kommun, H.C. Andersen Litteraturpriskomité, förlaget Gyldendal och privata sponsorer.
«Avsikten med priset är att hylla H.C. Andersens inflytande på författare i hela världen genom att utse prismottagare, vars författarskap kan knytas till H. C. Andersens namn och livsverk till exempel genom genremässiga likheter eller berättarkonstnärliga kvaliteter.»
Paulo Coelho är listad per 2007, trots att priset inte instiftades förrän 2010. Detta honorära pris till Coelho fick han av staden Odense som tack för att hans förslag 2007 mottogs så väl av ceremoniorganisatörerna att de beslöt göra det till en årlig tilldragelse. På det sättet föddes idén till Hans Christian Andersens litteraturpris, och Coelhos tilldelning finns också upptagen av prisorganisatörerna.
Det första officiella priset gick 2010 till författaren J.K. Rowling med den välkända Harry Potterfiguren, och hon fick en plakett med sitt namn uppsatt i H.C. Andersens Hus i Odense. 
Det har även blivit tradition att ett stycke ny musik komponeras till den förevarande prisvinnaren att uppföras under ceremonin. Prismottagaren ger i gengäld en gästföreläsning antingen på Syddansk Universitet i Odense, i Odense Koncerhus eller i Rådhushallen på Odense Rådhus.

## Prismottagare
- 2007 – Paulo Coelho
- 2010 – J.K. Rowling[2]
- 2011 – Isabel Allende[3]
- 2014 – Salman Rushdie[4]
- 2016 – Haruki Murakami
- 2018 – A. S. Byatt
- 2020 – Karl Ove Knausgård[5]